# Jan Roelfs (1963)
Jan Roelfs (Amsterdam, 15 februari 1963) is een Nederlands sportverslaggever bij de NOS-televisie. Hij verzorgt sinds 2002 commentaar bij voetbal-, tennis- en langlaufwedstrijden. Sinds medio 2012 zit ook paardensport in zijn pakket.

## Loopbaan
Roelfs gaf al jong commentaar op het voetbal van zijn amateurclub. Na zijn middelbareschooltijd studeerde hij politicologie internationale betrekkingen in Amsterdam. Vervolgens ging hij werken bij de Verenigde Naties in New York. In 1989 keerde hij terug in Nederland bij RTL Veronique. Bij de nieuwe commerciële televisiezender werd hij het gezicht van de sportredactie. Als presentator versloeg hij vele wedstrijden. In 1996 stapte Roelfs over naar Sport7, dat een kort leven beschoren was. In 1997 ging hij aan de slag bij de betaalzender Canal Plus. Hier presenteerde en becommentarieerde hij voetbalwedstrijden uit de Nederlandse en verschillende andere Europese competities. In het seizoen 1999-2000 voorzag Roelfs samen met voetbaltrainer Guus Hiddink enkele voetbalwedstrijden uit de Spaanse Primera División van commentaar. In december 2000 werd Hiddink bondscoach van Zuid-Korea en nam Roelfs mee als teammanager. Korea werd vierde op het eigen WK 2002.
Roelfs kwam in november 2002 in vaste dienst als commentator bij NOS Studio Sport. Als voetbalverslaggever was hij sindsdien actief op de EK´s van 2004, 2008, 2012, 2016 en 2020 en op de WK's van 2006, 2010, 2014 en 2018. Verder was hij te horen bij duels in de UEFA Cup en de Engelse Premier League. Nu is hij nog actief bij wedstrijden in de Eredivisie en bij internationale kwalificatiewedstrijden. Als tenniscommentator doet Roelfs sinds mei 2003 ieder jaar verslag van Roland Garros. In andere periodes gedurende het jaar verslaat Roelfs ook andere tenniswedstrijden. Ook was Roelfs te horen tijdens de Olympische Winterspelen van 2010, 2014 en 2018 als commentator bij het langlaufen. In 2010 en 2018 behoorde ook de Noordse Combinatie tot zijn taken. In 2014 en 2018 mocht Roelfs verslag doen van de openings- en sluitingsceremonie. Vanaf 2012 doet Roelfs ook verslag van paardensport, samen met Laurens van Lieren. Hij neemt hierbij als vaste medewerker de rol van twee freelancers over. Op de zomerspelen van 2016 in Rio de Janeiro versloeg Roelfs paardensport, tennis, voetbal (finale) en de openings- en sluitingsceremonie.
Hij is woonachtig te Arnhem.

## Boek
In december 2002 bracht Roelfs het boek `500 dagen in Zuid-Korea` uit. Hierin schreef hij het succesverhaal van een alternatieve voetbalcultuur. Bovendien verzorgde hij diverse lezingen over zijn schrijfwerk.